# Олександрівка (Скадовська міська громада)
Олександрівка (до 2016 — Пта́хівка) — село в Україні, у Скадовській міській громаді Скадовського району Херсонської області. Населення становить 959 осіб.

## Історія
Раніше мало назви Іщенські Хутори, Велика Олександрівка. Після поразки Перших визвольних змагань більшовики перейменували село на честь голови Олешківського ревкому, комуніста В. С. Птахова, вбитого українськими селянами.
Відповідно до Розпорядження Кабінету Міністрів України від 12 червня 2020 року № 726-р «Про визначення адміністративних центрів та затвердження територій територіальних громад Херсонської області» увійшло до складу Скадовської міської громади.
24 лютого 2022 року село тимчасово окуповане російськими військами під час російсько-української війни.

## Населення
Згідно з переписом УРСР 1989 року чисельність наявного населення села становила 869 осіб, з яких 408 чоловіків та 461 жінка.
За переписом населення України 2001 року в селі мешкало 959 осіб.

### Мовний склад
Рідна мова населення за даними перепису 2001 року:
| Мова       | Чисельність, осіб | Доля     |
| ---------- | ----------------- | -------- |
| Українська | 855               | 89,16 %  |
| Російська  | 90                | 9,38 %   |
| Інше       | 14                | 1,46 %   |
| Разом      | 959               | 100,00 % |